# Narodowy Uniwersytet Medyczny im. Nikołaja Pirogowa w Winnicy
Narodowy Uniwersytet Medyczny im. Nikołaja Pirogowa w Winnicy (ukr. Вінницький національний медичний університет ім. М. І. Пирогова) – ukraińska uczelnia medyczna z siedzibą w Winnicy. Na uniwersytecie kształci się 6250 studentów, w tym 2080 obcokrajowców.

## Historia
Uniwersytet został założony w 1921 roku jako Winnicki Instytut Farmaceutyczny na prośbę Daniła Zabolotnego, w roku 1932 został przekształcony w Wieczorowy Instytut Techniczno-Medyczny i posiadał dwa wydziały: medyczno-prewencyjny oraz pediatryczny. Następnie został przekształcony w Winnicki Instytut Medyczny w 1934 roku.
W 1960 roku Instytutowi nadano imię Nikołaja Pirogowa. 2235 studentów uczyło się na wydziale medycznym i pediatrycznym w 1969 roku, kadra akademicka liczyła w tym czasie 26 doktorów nauk oraz 106 kandydatów nauk.
W 1994 roku został otwarty wydział lekarsko-stomatologiczny, a sam Instytut otrzymał IV (najwyższy) poziom akredytacji i został przekształcony w Krajowy Uniwersytet Medyczny imienia im. Nikołaja Pirogowa w Winnicy, wydział farmaceutyczny został otwarty w 2000 roku. Ranga uniwersytetu została podniesiona do narodowego dekretem prezydenta Łeonida Kuczmy w 2002 roku.

## Struktura
Uniwersytet składa się z 4 wydziałów:
- Wydział farmaceutyczny
- Wydział lekarski
- Wydział lekarsko-stomatologiczny
- Wydział przygotowawczy

## Galeria

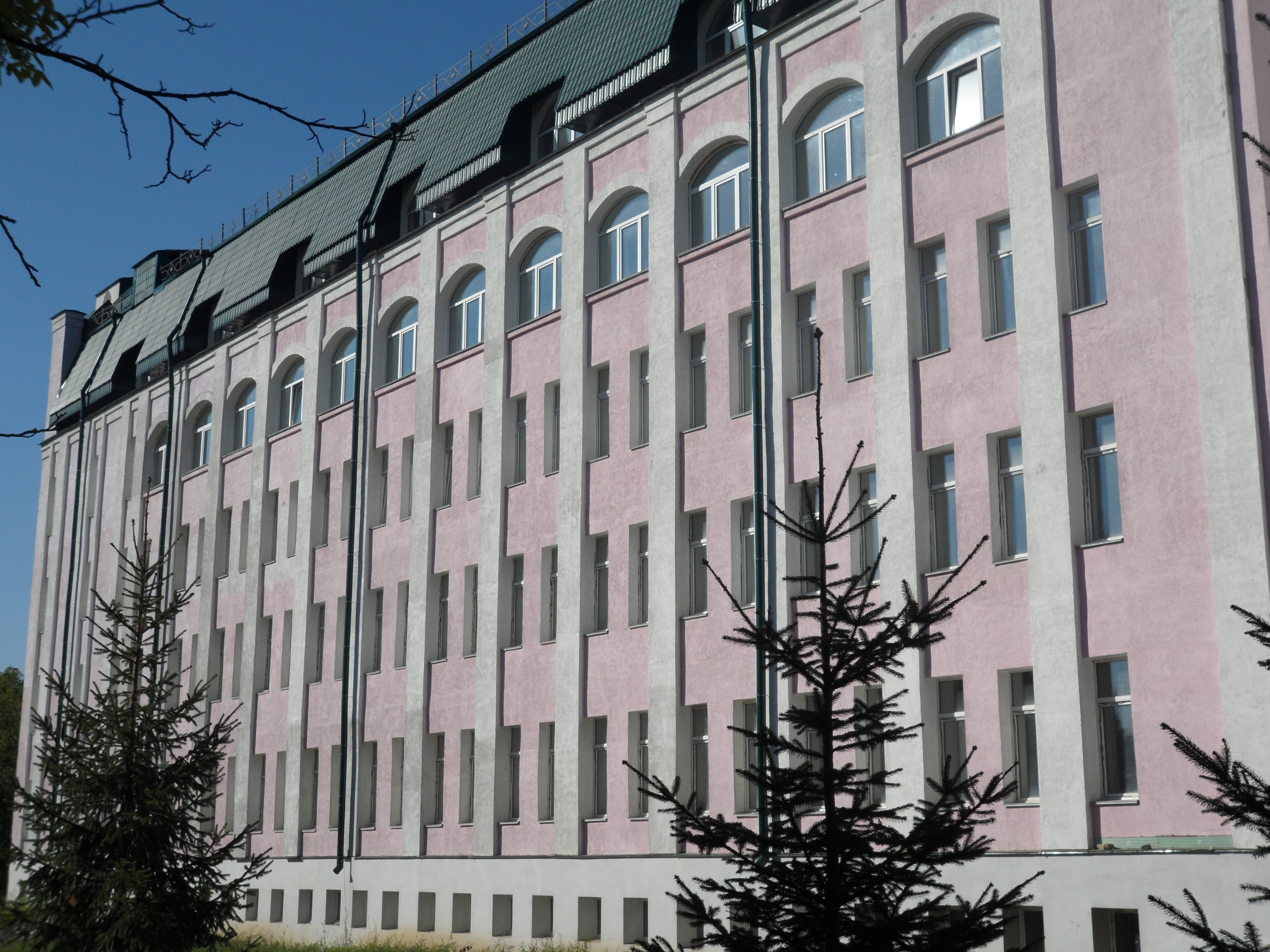
Budynek biblioteki uniwersyteckiej
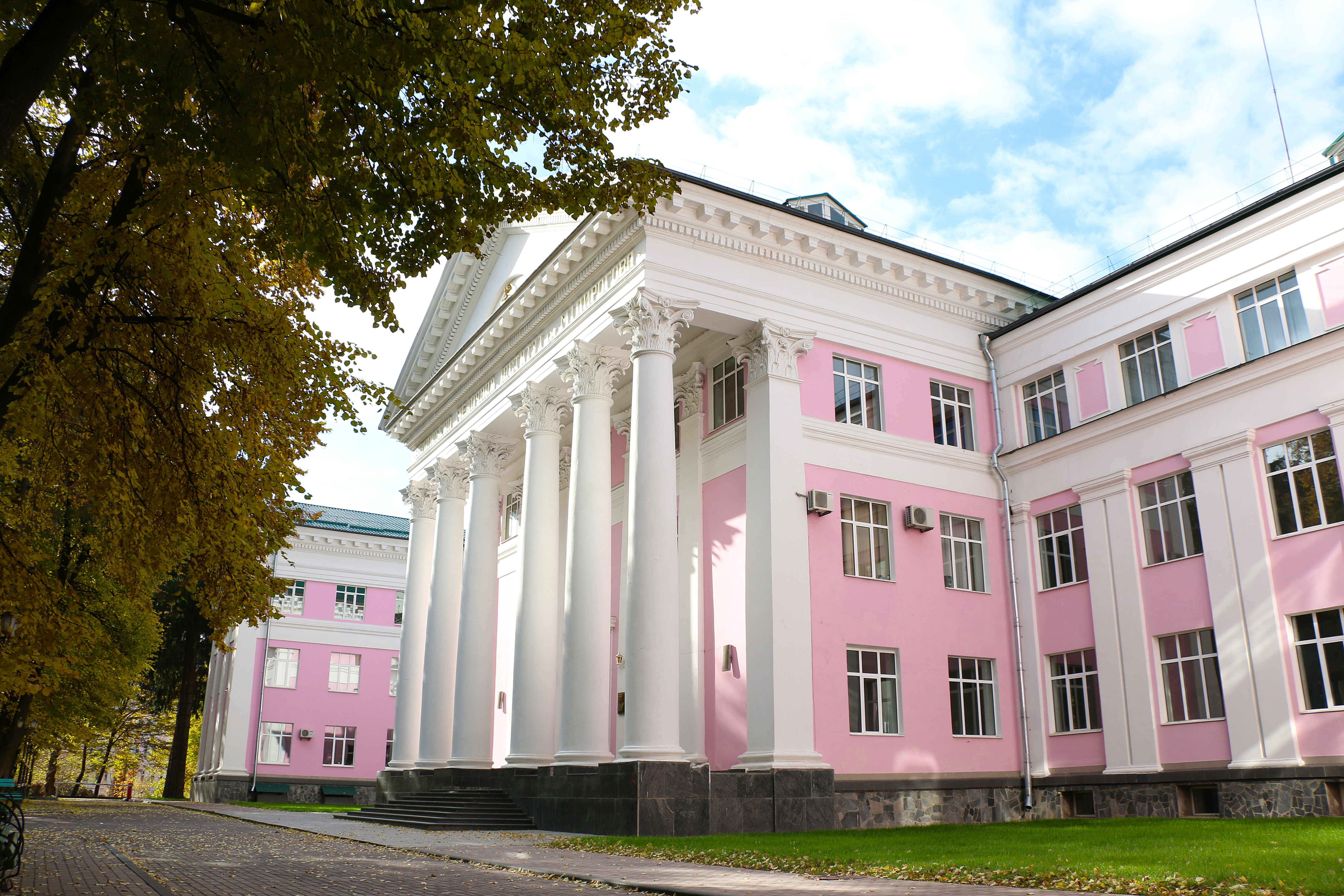
Główny budynek uniwersytetu widziany jesienią
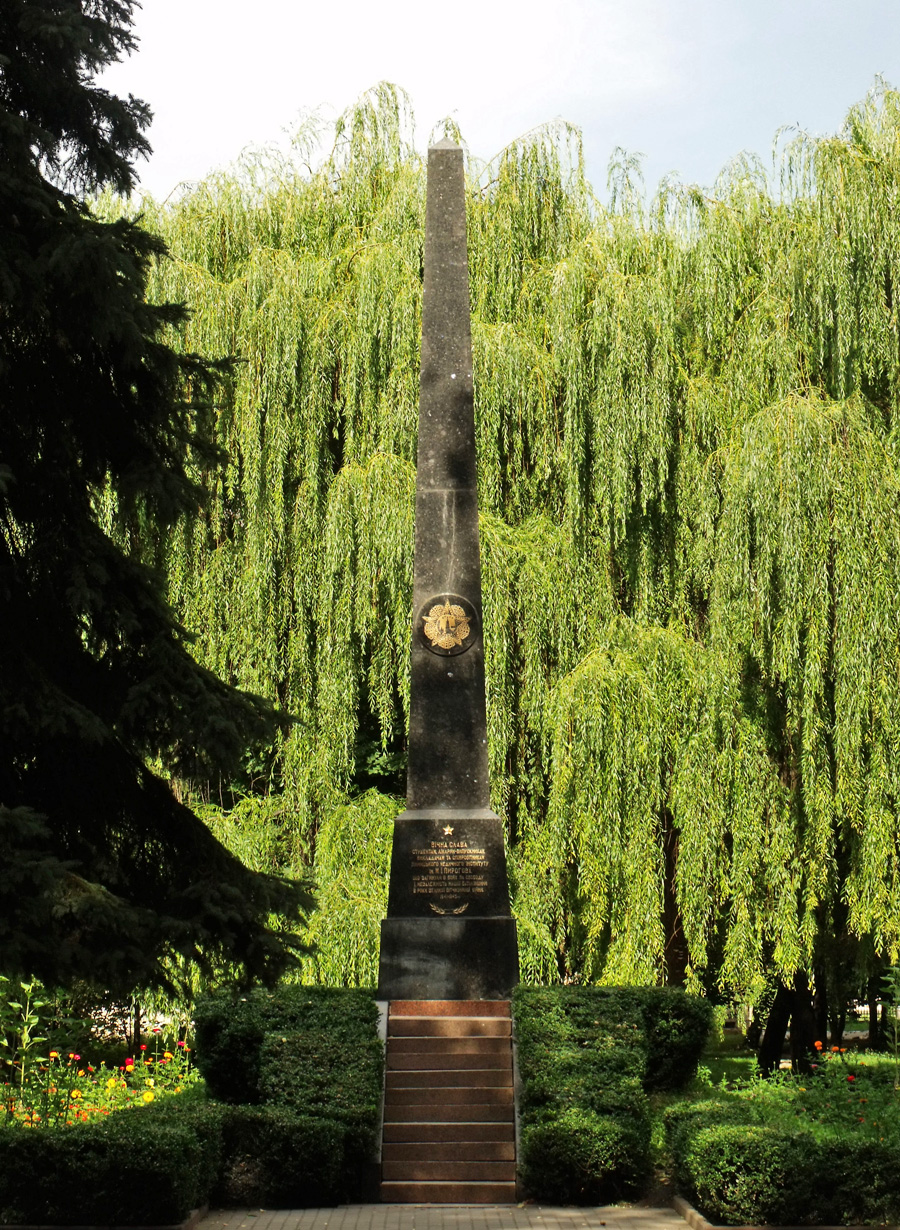
Pomnik poświęcony studentom i nauczycielom akademickim uniwersytetu, którzy zginęli w trakcie II wojny światowej